# العدو (الطويلة)

تعديل مصدري - تعديل

العدو هي إحدى قرى عزلة الضلاع الاسفل بمديرية الطويلة التابعة لمحافظة المحويت، بلغ تعداد سكانها 1104 نسمة حسب تعداد اليمن لعام 2004.